# Clintonville (Wisconsin)
Clintonville è una città degli Stati Uniti d'America, situata in Wisconsin, nella Contea di Waupaca.

## Storia
La Four Wheel Drive Auto Company è stata fondata nel 1909 a Clintonville come Badger Four-Wheel Drive Auto Company.